# Tyrrhena Fossae
Le Tyrrhena Fossae sono una struttura geologica della superficie di Marte.